# Abrial A-5 Rapace
Pour les articles homonymes, voir Rapace (homonymie).
Dimensions
L'Abrial A-5 Rapace, est un prototype de planeur monoplace, monoplan à aile haute en bois qui prend l'air pour la première fois en 1928. Conçu par Georges Abrial avec l’assistance de Louis Peyret et du professeur Toussaint, il est également connu comme Peyret-Abrial Rapace. Il est détenteur d'un record du monde d’altitude de l'époque avec 720 m atteint.